# 언월도

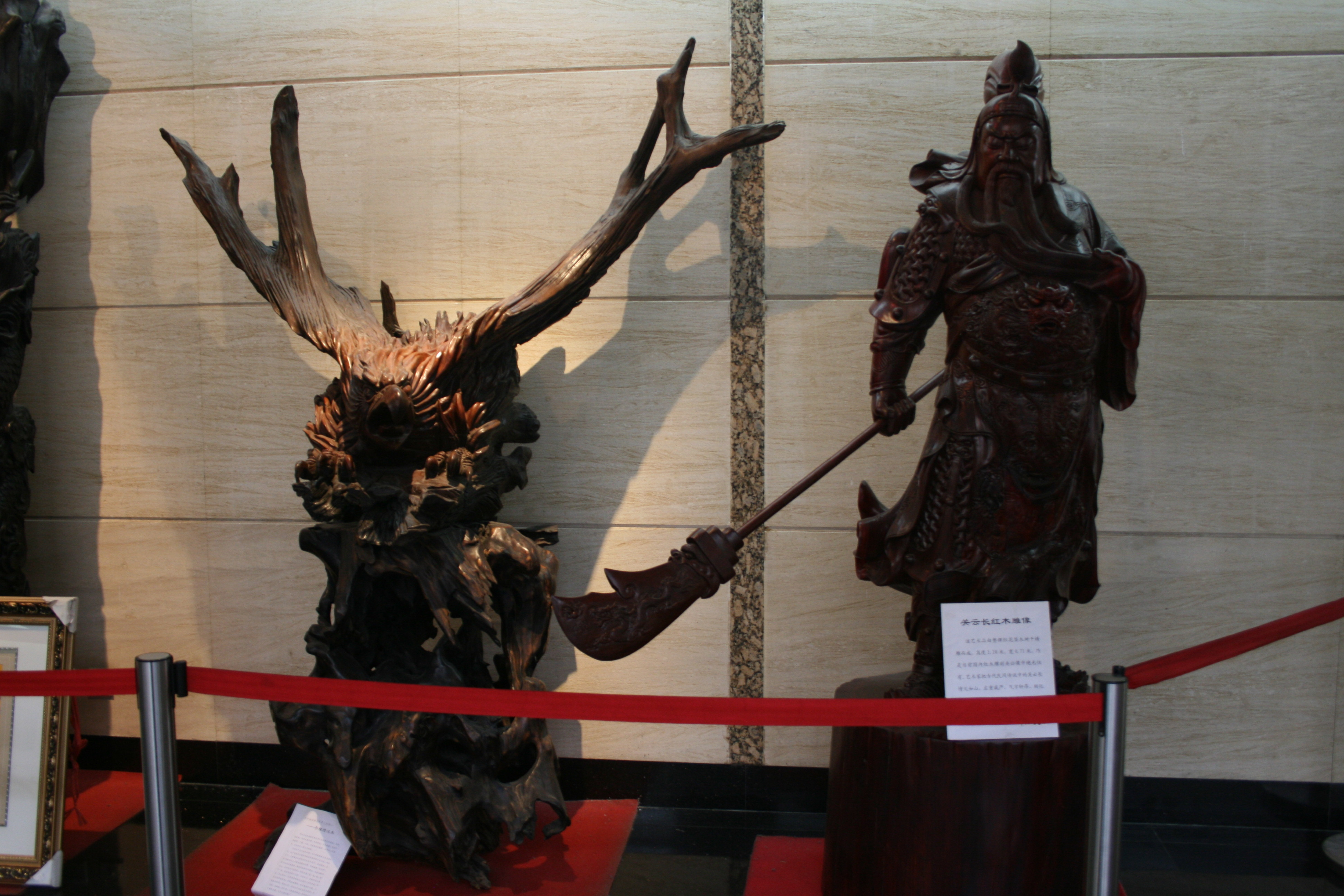
언월도를 든 관우의 동상

언월도(偃月刀)는 대도(大刀)의 일종으로, 다른 이름으로는 관도(關刀)가 있는데, 중국 삼국 시대의 명장 관우(關羽)가 이 무기를 사용한 것으로 삼국지에 묘사된 것이 유명하다.
당나라 이후부터 사용되기 시작했으며, 전한 시대의 무기인 참마검(斬馬劍)에서 파생되었다. 무거운 무게로 인해 실전에서는 잘 사용되지 않았고, 주로 훈련 시에 사용하였다. 반달과 같이 생긴 칼끝에 기다란 자루가 달린 것이 특징으로, 브로드 소드와 마찬가지로 무게를 이용해 적을 베어 내어 공격한다.
대표적인 언월도로는 관우가 사용했다고 알려진 청룡언월도(靑龍偃月刀)가 있으며, 조선의 월도가 이와 거의 비슷하다.

## 같이 보기
- 도 (중국)
- 월도 (무기)
- 글레이브
- 핼버드
- 나기나타